# Alcocer
Alcocer è un comune spagnolo di 315 abitanti (2022) situato nella comunità autonoma di Castiglia-La Mancia.